# Kibana
Kibana es una herramienta de código abierto diseñada para la visualización y exploración de datos almacenados en Elasticsearch. Permite a los usuarios crear gráficos de barras, líneas, dispersión, diagramas de pastel y mapas, facilitando el análisis de grandes volúmenes de información. 
Junto con Elasticsearch y Logstash, Kibana forma parte del "Elastic Stack" (anteriormente conocido como "ELK Stack"), una suite de software utilizada para la ingesta, almacenamiento, búsqueda y visualización de datos en tiempo real. Logstash procesa y almacena registros en Elasticsearch, mientras que Kibana proporciona una interfaz visual para interactuar con esos datos.
Entre las características destacadas de Kibana se encuentran la capacidad de crear dashboards personalizados, realizar análisis en tiempo real y gestionar la seguridad y el monitoreo del sistema desde una interfaz unificada.